# David Brooks (novinar)
David Brooks (Toronto, Kanada, 1961.) američki je novinar i književnik, kolumnist lista The New York Times. Član je Američke akademije umjetnosti i znanosti, a od 2013. godine poučava na Sveučilištu Yale, s kojeg su potekle neke od ideja iznesene u ovoj knjizi. Autor je nekoliko književnih djela, no najveći uspjeh doživio je 2011. godine, po objavi naslova „Društvena životinja“ (The Social Animal: The Hidden Sources of Love, Character, and Achievement), koji je postao svjetska uspješnica. S troje djece živi u američkoj saveznoj državi Marylandu. Ostala djela: Kako izgraditi karakter i dr.